# Pędzliczek gładkowłoskowy
Pędzliczek gładkowłoskowy (Syntrichia laevipila Brid.) – gatunek mchu należący do rodziny płoniwowatych (Pottiaceae Schimp.).

## Systematyka i nazewnictwo
Synonimy: Tortula pagorum (Milde) De Not.

## Ochrona
Od 2004 roku pędzliczek gładkowłoskowy jest objęty w Polsce ochroną gatunkową, początkowo ścisłą, a od 2014 r. częściową.